# 町田市立金井中学校
町田市立金井中学校（まちだしりつかないちゅうがっこう）は、東京都町田市金井にある公立中学校。略称は金井中（かないちゅう）。

## 概要
町田市金井地区を学区とする。そのため、町田市立金井小学校出身者が大半である。
学区が広く、隣の町田市立薬師中学校や町田市立鶴川第二中学校の方が近いという生徒も中にはいる。

## 沿革
- 1984年（昭和59年）4月1日 - 開校。当時、町田市立薬師中学校に入学できる生徒数が限界に来ていたために設立された。
- 2015年（平成27年） - 校庭芝生化工事を実施[1]。

## 著名な出身者
- 大迫傑 - 陸上選手
- 関根花観 - 元陸上選手
- 小関裕太 - 俳優
- 冨高日向子（英語版） - フリースタイルスキー選手（モーグル）[2]

## 「町田市新たな学校づくり推進計画」による影響
町田市教育委員会では「町田市新たな学校づくり推進計画」に基づき、2025年度より市内の市立小学校・中学校を統廃合・建替えが順次進められている。当校も町田市立薬師中学校と統合する予定である。
当初は2027年度に統合したうえで、薬師中学校の既存校舎を仮校舎として使用し、現在の金井中学校の位置に新校舎を建設する計画が示されていたが、急激な施設整備の高騰等を受け、2025年3月に全体的な統廃合計画が見直され、当校と薬師中学校の統合が2028年度に延期され、現在の金井中学校の位置に建設予定だった新校舎は、現在の金井中学校の建替えから既存校舎の改修に変更され、2031年度に新校舎として使用開始を予定している。